# X'Trapolis Modular
El X'Trapolis Modular es un modelo tren de automotor eléctrico de planta única. Forma parte de la familia de trenes suburbanos X'Trapolis de la francesa Alstom. Actualmente es utilizado por EFE Central y el EFE Valparaíso, ambas filiales de la Empresa de los Ferrocarriles del Estado (EFE) de Chile. En total son 30 trenes formados por 2 coches cada uno, de los cuales 22 operan en el Tren Nos-Estación Central y 8 en el Tren Limache-Puerto.

## Adquisición, construcción y embarque
En el marco del proyecto Rancagua Express, de la Empresa de los Ferrocarriles del Estado para su filial Tren Central, se realizó una licitación pública internacional. En dicha licitación, realizada en 2012, participaron Alstom, CAF y Talgo.
En octubre de 2012 se dio a conocer que Alstom se había adjudicado la fabricación de estos trenes para EFE. Para ello construiría 12 nuevos convoyes modelo X'Trapolis Modular por un costo de USD 68 millones. Estos serían construidos en la planta de Santa Perpetua de Moguda, Barcelona, a razón de un tren por mes. Luego de la construcción de dos trenes, estos son enviados al puerto de Bilbao, en el País Vasco, para ser embarcados hacia San Antonio en Chile.
El primer tren fue despachado desde Bilbao el 10 de septiembre de 2013 por el entonces Ministro de Transportes y Telecomunicaciones, Pedro Pablo Errázuriz, el entonces presidente del directorio de EFE, Joaquín Brahm, y el presidente de Alstom Chile, Julio Friedman, en un acto cubierto por medios de prensa del país. Asimismo se anunció de la compra de 12 trenes adicionales a los 12 ya adquiridos, completando 24 trenes. De estos 16 serían para el Nos Express, mientras que los 8 restantes irían al Metro de Valparaíso.
El 19 de octubre de 2013, arribó al puerto de San Antonio el primer tren. Este fue trasladado de inmediato hasta la maestranza San Eugenio por via terrestre. En julio de 2014 arribaron los siguientes dos convoyes, comenzando así la llegada paulatina del material rodante. A diferencia del primer convoy, estos fueron trasladados por la vía férrea del Ramal Santiago-Cartagena remolcados por locomotoras de FEPASA hasta las instalaciones de EFE. Los trenes fueron almacenados en la Maestranza San Eugenio a la espera de la llegada de la totalidad de los 16 automotores, que debería concretarse en marzo de 2015.  
A continuación, en mayo de 2015, llegaron los primeros 2 automotores destinados al Metro de Valparaíso. En diciembre de dicho año, después de realizar las pruebas correspondientes, comenzaron a operar los 8 trenes asignados a dicho servicio.
El 24 de enero de 2022, desembarcaron 2 nuevos trenes, de un total de 6, en el puerto de San Antonio. Lo anterior en el marco del aumento de la flota de este servicio de trenes. En octubre del mismo año se completó la entrega de la totalidad de los automotores. Con esto el Tren Nos-Estación Central paso de una flota de 16 a 22 trenes.

## Características
Este modelo incorpora características del X'Trapolis 100 y del tren Civia. En el caso del primero mantiene su sistema modular. En cuanto al segundo, su apariencia externa y frontal. Posee carrocería de aluminio, ventanas de policarbonato y 2 pantógrafos por tren. También elimina la puerta corrediza que separa los coches en el X'Trapolis 100.[cita requerida]
Asimismo, cuenta con sistema de aire acondicionado, puertas automatizadas, sistema antichoque y frenado automático. Además de un menor consumo energético.
Cuentan con una capacidad de 520 pasajeros, 96 de ellos sentados.

## Similitudes con otros modelos

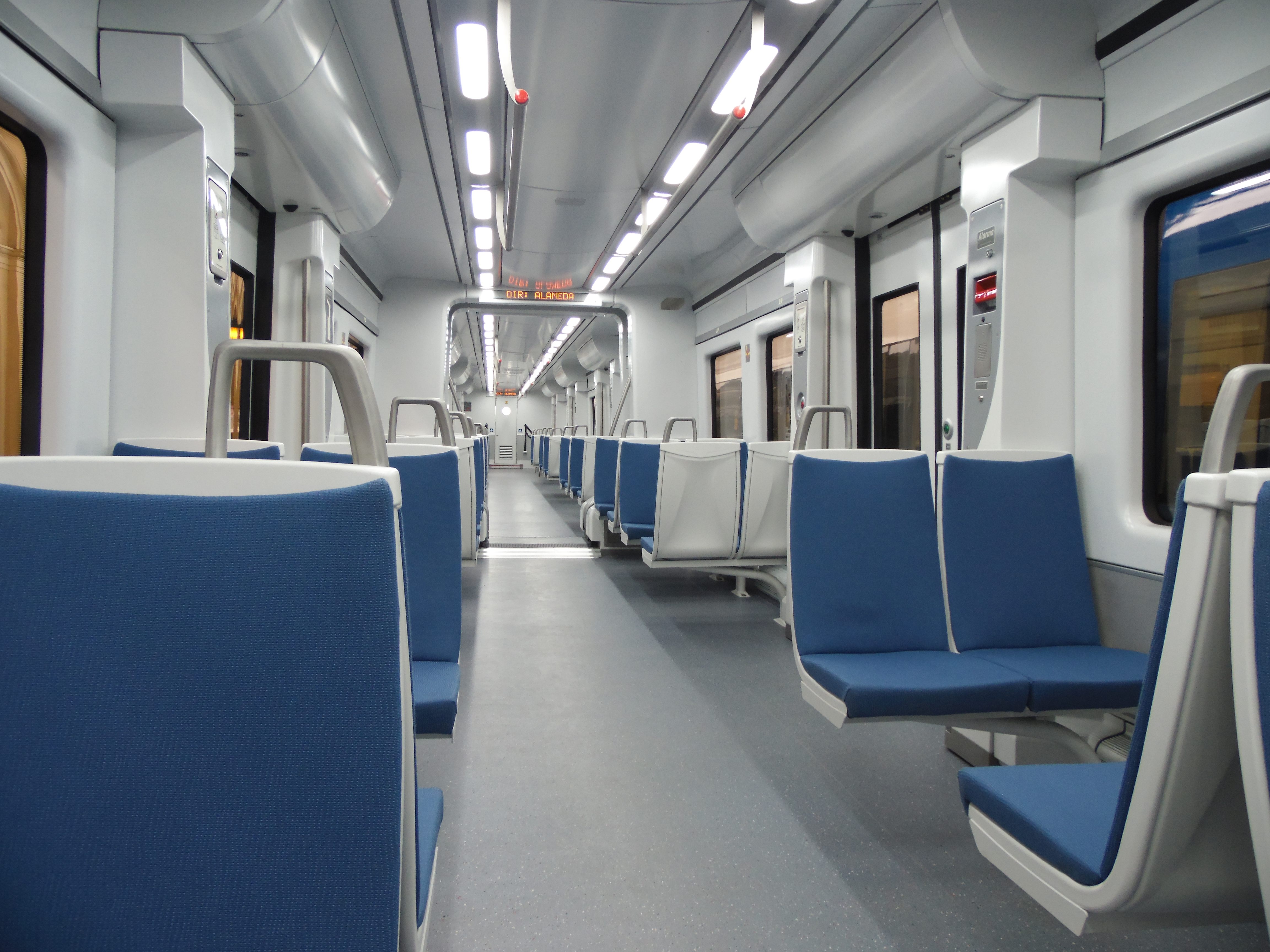
Interior del XM-01

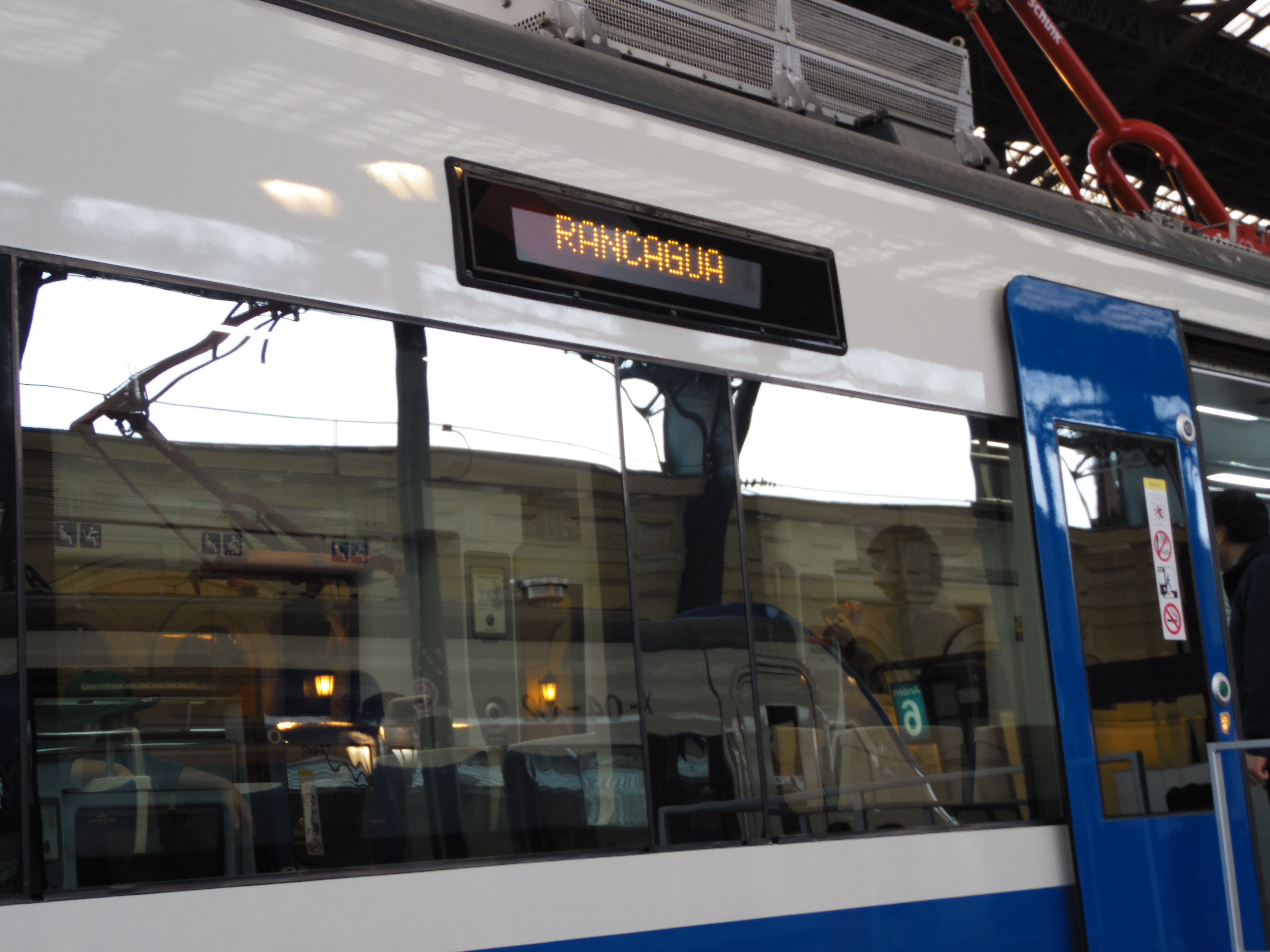
Pantalla lateral XM-03

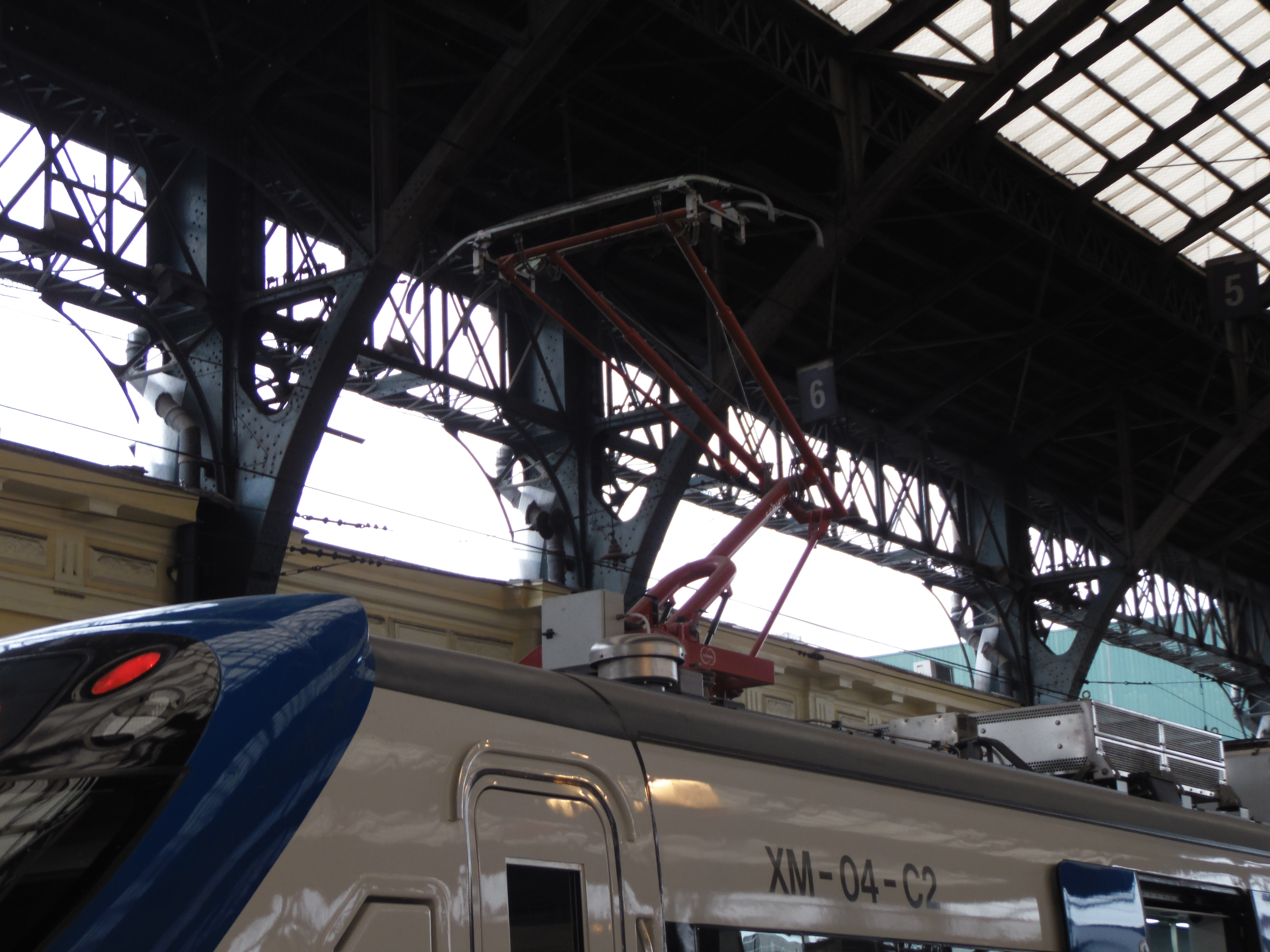
A diferencia del X'Trapolis 100, este modelo posee 2 pantógrafos, ambos en el coche delantero

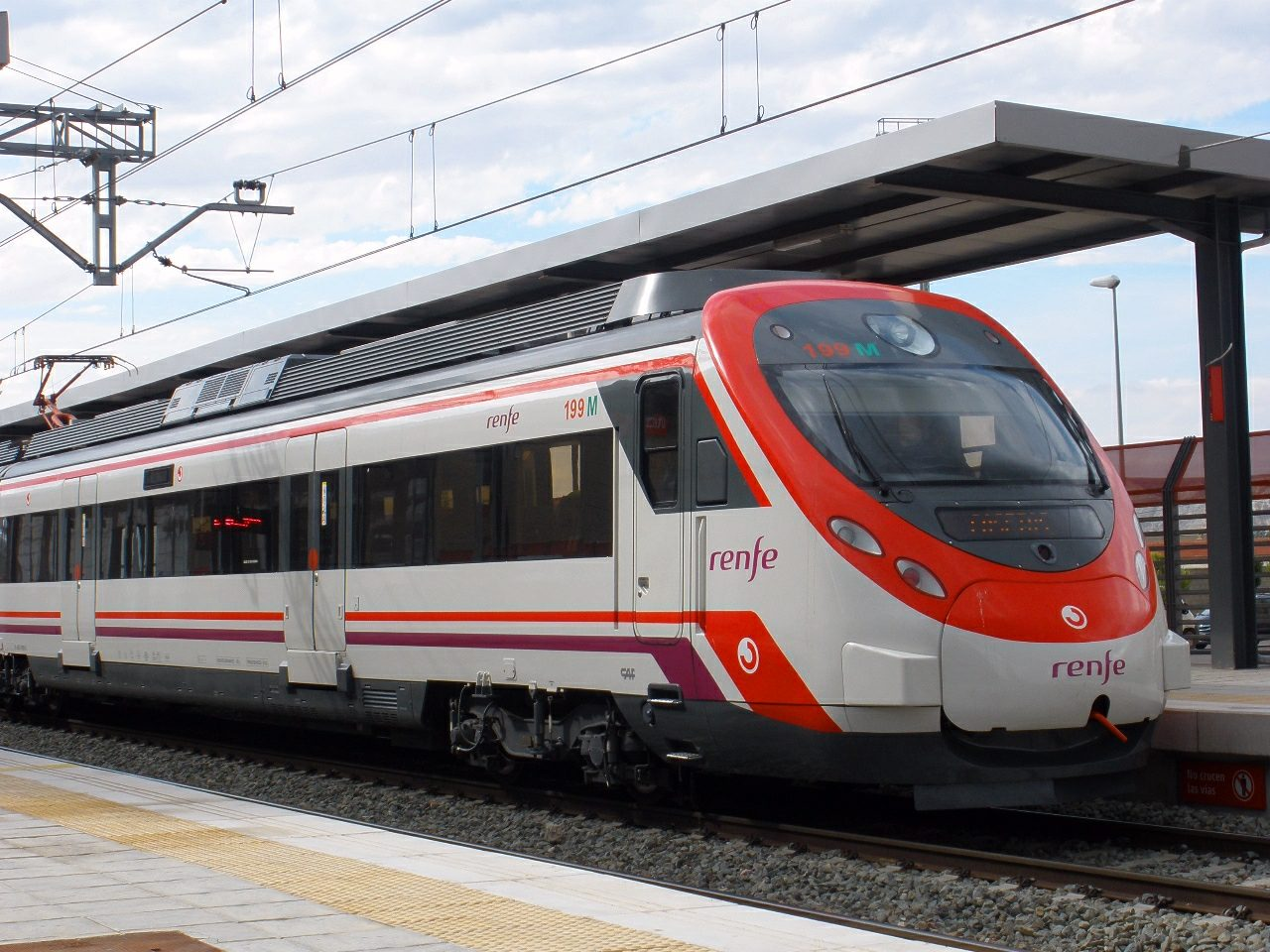
Aspecto externo del Civia

### X'Trapolis 100
Los X´Trapolis Modular son muy similares a los X´Trapolis 100 que posee Merval. Se conforman de dos coches motores con cabina, y pueden operar como unidades dobles, formando convoyes de 4 vagones. Se mantienen las pantallas laterales, que indican la estación de destino.
También cuenta con 3 puertas automáticas por lado en cada vagón, que se abren al presionar un botón. La novedad son los botones de cierre, que complementan el cierre remoto por parte del maquinista. La puerta corrediza entre los vagones no existe en este modelo, como se puede ver en la foto.

### Renfe Civia (Serie 46x de renfe)
El aspecto externo del X'Trapolis Modular está basado en el Civia de la empresa CAF, fabricado actualmente por CAF, Siemens, Vossloh y Alstom, y que opera para Renfe Cercanías.
Sin embargo, el espacio interior, los asientos y la disposición de accesos son propias de la familia X'Trapolis.